# Supercopa d'Espanya de futbol 2019-20
La Supercopa d'Espanya de futbol 2019-20 és la 36a edició de la Supercopa d'Espanya, una competició futbolística que es jugà al gener de l'any 2020 a l'Aràbia Saudita i enfrontà en format de Final Four el FC Barcelona, el València CF, l'Atlètic de Madrid i el Reial Madrid CF.
Històricament la Supercopa d'Espanya enfrontava el campió de la Lliga de primera divisió espanyola amb el de la Copa del Rei. A partir de l'edició 2019-20, la Reial Federació Espanyola de Futbol va canviar el format a una Final Four on hi participen el campió i el subcampió de la Lliga de primera divisió espanyola i els dos finalistes de la Copa del Rei. A més del canvi de format, també s'aprovà un canvi de dates: de jugar-se a l'estiu, abans de l'inici de la temporada, es va passar a jugar al gener, a mitjans de temporada.
És la primera ocasió en la qual hi participen més de dos equips, també és la primera ocasió en la qual hi ha semifinals i final, i també la primera ocasió en la qual el partit decisiu pel títol el juguen dos equips que no han guanyat cap dels títols de la temporada anterior ni han jugat la final de la copa.
És la quarta edició en la qual un equip aixeca la Supercopa sense haver-se proclamat campió de Lliga o Copa del Rei la temporada anterior, després del F.C Barcelona el 1996, el R.C.D. Mallorca el 1998 i l'Athletic Club de Bilbao el 2015.
És la primera vegada a la història de la competició en la qual el campió es defineix en una tanda de penals.

## Participants
La intenció inicial era que els quatre equips que la disputessin fossin els dos finalistes de la copa i els dos primers classificats de la lliga. Però com que el Barça apareix en els dos criteris, es va obrir la plaça al tercer classificat de lliga (Real Madrid), de manera que hi participaren aquests equips:
| Equip        | Raó de la classificació                | Participació | Última participació | Rendiment                                                                    | Rendiment                                                  |
| Equip        | Raó de la classificació                | Participació | Última participació | Campions                                                                     | Finalistes                                                 |
| ------------ | -------------------------------------- | ------------ | ------------------- | ---------------------------------------------------------------------------- | ---------------------------------------------------------- |
| València CF  | Campions de copa                       | 4a           | Finalistes el 2008  | 1999                                                                         | 2002, 2004, 2008                                           |
| FC Barcelona | Campions de lliga i finalistes de copa | 23a          | Campions el 2018    | 1983, 1991, 1992, 1994, 1996, 2005, 2006, 2009, 2010, 2011, 2013, 2016, 2018 | 1985, 1988, 1990, 1993, 1997, 1998, 1999, 2012, 2015, 2017 |
| At. Madrid   | Segons de lliga                        | 6a           | Campions el 2014    | 1985, 2014                                                                   | 1991, 1992, 1996, 2013                                     |
| R. Madrid    | Tercers de lliga                       | 15a          | Campions el 2017    | 1988, 1989, 1990, 1993, 1997, 2001, 2003, 2008, 2012, 2017                   | 1982, 1995, 2007, 2011, 2014                               |

## Competició
|  | Semifinals          | Semifinals |                      |       | Final | Final |
|  |                     |            |                      |       |       |       |
|  | 8 de gener – Jiddah |            |                      |       |       |       |
|  |                     |            |                      |       |       |       |
|  | València CF         | 1          |                      |       |       |       |
|  | València CF         | 1          | 12 de gener – Jiddah |       |       |       |
|  | R. Madrid           | 3          |                      |       |       |       |
|  | R. Madrid           | 3          | R. Madrid            | 0 (4) |       |       |
|  | 9 de gener – Jiddah |            | R. Madrid            | 0 (4) |       |       |
|  |                     | At. Madrid | 0 (1)                |       |       |       |
|  | FC Barcelona        | At. Madrid | 0 (1)                | 2     |       |       |
|  | FC Barcelona        |            |                      | 2     |       |       |
|  | At. Madrid          | 3          |                      |       |       |       |
|  | At. Madrid          | 3          |                      |       |       |       |

### Semifinals
| València CF       | 1–3     | R. Madrid                         |
| ----------------- | ------- | --------------------------------- |
| Parejo 90+2' (p.) | Informe | Kroos 15' · Isco 39' · Modrić 65' |

| FC Barcelona              | 2–3     | At. Madrid                              |
| ------------------------- | ------- | --------------------------------------- |
| Messi 51' · Griezmann 62' | Informe | Koke 46' · Morata 82' (p.) · Correa 86' |

### Final
| R. Madrid                             | 0-0 | At. Madrid                 |
| ------------------------------------- | --- | -------------------------- |
|                                       |     |                            |
| Tanda de penals                       |     |                            |
| * Carvajal - Rodrygo - Modrić - Ramos | 4–1 | * Saúl - Partey - Trippier |